# Cerro Mojarra
Cerro Mojarra es una comunidad en el municipio de Acatlán de Pérez Figueroa. Acatlán de Pérez Figueroa está a 60 metros de altitud. 

## Geografía
Está ubicada a 18° 14' 0.96"  latitud norte y 96° 21' 18.72"  longitud oeste.

## Población
Según el censo de población de INEGI del 2010: la comunidad cuenta con una población total de 3450 habitantes, de los cuales 1700 son mujeres y 1750 son hombres. Del total de la población 1268 personas hablan alguna lengua indígena.

## Ocupación
El total de la población económicamente activa es de 769 habitantes, de los cuales 632 son hombres y 137 son mujeres.